# Timothy Enyo Kwaku Amesimeku
Timothy Enyo Kwaku Amesimeku es un diplomático ghanés.
- Amesimeku fue empleado en el Servicio de Educación de Ghana para un total de dieciocho (18) años en las escuelas de primer y segundo ciclo, incluyendo Kpandu, Mawuli y Secundaria Odorgonno.
- También fue miembro de las juntas directivas de Sogakope y Secundaria Anlo y Akatsi la Scuola Normale.
- Otras Juntas de Gobierno en la que se sirve incluye el Consejo para la Ley de informes y licencia de cacao compra de empresas, tales como la federados Commodities Ltd. y comerciantes de cacao (Gh) Ltd
- Embajador Amesimeku es un miembro fundador de la Danquah-Busia Club in Kumasi , así como el New Patriotic Party en cuyo Comité Ejecutivo Nacional se desempeñó durante ocho (8) años.
- Antes de su designación como Embajador estaba en una práctica legal privada y socio en Ameyi Chambers, un estudio de abogados y profesionales del derecho, donde ejerció de veintitantos casi de dos años.
- Del 31 de mayo de 2013 al 23 de julio de 2015 fue embajador en Cotonú (Benín).[2]